# Nieuport Madon
Pour les articles homonymes, voir Madon (homonymie).
Le Nieuport Madon est un prototype de chasseur monoplan à haubans lancé en octobre 1917.

## Spécifications
- Le temps de l'altitude : Temps jusqu'à 4 000 m - 13 min.